# Каспар фон Еверщайн
Каспар фон Еверщайн (на немски: Kaspar von Everstein; * 6 януари 1604; † 11 октомври 1644 в Олдерзум, в Източна Фризия) е граф от род Еверщайн в Наугард, генерал на ландграфство Хесен.
Той е най-малкият син на граф Георг Каспар фон Еверщайн-Наугард (1565 – 1629) и графиня Кунигунда Шлик цу Басано и Вайскирхен († 1634), дъщеря на граф Кристоф Шлик цу Басано и Вайскирхен (1523 – 1615) и Катарина Хрзанова фон Харас. Той не се жени.
Каспар фон Еверщайн е до 1631 г. на шведска военна служба, след това отива на служба на ландграф Вилхелм V фон Хесен-Касел. Така той остава на шведска страна. Следващата година той подкрепя шведския крал Густав II Адолф с хесенска помощна група в битката при Лютцен.
През 1640 г. той като генерал-лейтенант има главното командване на хесенската войска при ландграфиня Амалия.
След други успешни битки Каспар фон Еверщайн умира в поход към Аурих. Той е погребан във Везел.